# 第2號小提琴奏鳴曲 (貝多芬)
路德维希·范·贝多芬的A大調第2號小提琴奏鳴曲，作品12之2，寫於1797年至1798年間，並題獻給安东尼奥·萨列里。這首奏鳴曲有三樂章：
1. 活泼的快板
2. 稍快板似的行板
3. 優美的快板

通常的演奏用時約18分鐘。

## 錄音推薦
- Kempff, Wilhelm. Schneiderhan, Wolfgang.  (CD). The Originals. Deutsche Grammophon. Barcode 028946360521.（德文）（英文）

## 參看
- 貝多芬作品列表

## 外部連結
- 貝多芬第2號小提琴奏鳴曲：国际乐谱典藏计划上的乐谱